# Anticoreura crocearia
Anticoreura crocearia är en fjärilsart som beskrevs av William Schaus 1912. Anticoreura crocearia ingår i släktet Anticoreura och familjen tandspinnare. Inga underarter finns listade i Catalogue of Life.